# Clonezilla
Clonezilla は、ディスクまたはパーティションの複製(クローニング)ならびにイメージ作成(イメージング)用の、DebianまたはUbuntuをもとにつくられたLinuxディストリビューション。例えば、バックアップや、同じシステムデータを複数のマシンに展開することに使用可能である。
Clonezilla は Steven Shiau によってデザインされ台湾の NCHC Free Software Labs によって開発がおこなわれている。
Clonezilla Server Edition (Clonezilla SE) は、ネットワーク経由での複数のコンピュータへのイメージ配信をサポートしている。

## Clonezilla Live
Clonezilla Live は、ClonzillaのライブCD版である。イメージデータの保存先として内蔵ハードディスクドライブやソリッドステートドライブ、外付けハードディスクドライブなどのストレージ、SSH サーバー、Samba サーバー、NFS ファイル共有、WebDAVが使用可能である。
Clonezilla Liveは、USBフラッシュドライブやCD-ROM・DVD-ROMのような光学ドライブ、PXEなどから起動可能である。ライブCD環境で起動するため、使用するにあたってはコンピューターのBIOSまたはUEFIファームウェアの起動設定の変更が必要な場合もあるが、コンピューター自体へのインストールは必要ない。

## Clonezilla Server Edition
Clonezilla Server Edition は DRBLサーバー機能を内蔵しており、クライアントサーバーモデルで動作する。サーバー上で Clonezilla を起動し、クライアントマシンはPXEでネットワーク経由で起動させる。複数のコンピューターを同時にネットワーク経由でクローニングすることも可能である。